# Tracy Wilson
Tracy Wilson (sinh ngày 25 tháng 9 năm 1961) là một cựu vận động viên thi đấu khiêu vũ trên băng người Canada. Cùng với đồng đội Rob McCall, cô đã bảy lần giành chức Vô địch Quốc gia Canada (1982–1988), ba lần giành huy chương đồng Thế giới và huy chương đồng ở Thế vận hội Mùa đông 1988.

## Đời sống cá nhân
Tracy Wilson sinh ngày 25 tháng 9 năm 1961 tại Lachine, Quebec, Canada. Cô lớn lên ở Port Moody, British Columbia. Khi còn nhỏ, cô đã biết bơi và lặn, ba lần tham gia thi đấu cấp tỉnh. Lần đầu tiên cô bơi với đội Sharks ở Coquitlam vào năm 1967 trước khi chuyển đến đội Aquarians ở Port Moody vào năm 1970. Cô đã theo học đại học trong một học kỳ trước khi bắt đầu hợp tác với Rob McCall.
Năm 1987, Wilson kết hôn với Brad Kinsella. Mặc dù cô không thay đổi họ của mình vào thời điểm đó nhưng tên của cô đôi khi được in thành Tracy Wilson-Kinsella hoặc Tracy Wilson Kinsella. Họ có với nhau ba người con - hai con trai chơi khúc côn cầu và một con gái thi đấu cưỡi ngựa. Họ sống cùng nhau ở Toronto, Ontario.

## Sự nghiệp trượt băng
Wilson bắt đầu trượt băng khi cô 6 tuổi ở Coquitlam. Sau khi chuyển đi, cô trở thành một thành viên của Inlet Skating Club của Port Moody. Cô bắt đầu thi đấu khiêu vũ trên băng vào năm 15 tuổi. Ở cấp độ Thiếu niên, Wilson ghép cặp thi đấu với Mark Stokes. Họ là nhà Vô địch Quốc gia Canada năm 1980 cấp độ Thiếu niên.
Vào mùa hè năm 1981, Wilson ghép cặp với Rob McCall. Sự hợp tác của họ bắt đầu tại Elgin Barrow Arena ở Richmond Hill, Ontario. Họ được đào tạo tại Richmond Hill trong suốt sự nghiệp thi đấu của cả hai. Họ đã cùng nhau Vô địch Quốc gia Canada bảy lần, từ năm 1982–1988. Họ đã giành chiến thắng trong giải Skate Canada International vào năm 1983 và 1987. Huy chương vàng năm 1983 đánh dấu lần đầu tiên một cặp đôi người Canada vô địch giải đấu này. Cặp đôi đã ba lần giành huy chương đồng Thế giới (1986-1988). Họ đã tham gia tranh tài tại Thế vận hội Mùa đông 1984 và Thế vận hội Mùa đông 1988, giành huy chương đồng trong Thế vận hội 1988. Đó là huy chương Olympic đầu tiên của Canada ở môn khiêu vũ trên băng.
Sau giải Vô địch Thế giới 1988, họ quyết định chuyển sang làm vận động viên biểu diễn chuyên nghiệp. Họ đã thi đấu tại cuộc thi dành cho chuyên nghiệp, giành chức Vô địch Chuyên nghiệp Thế giới năm 1989. Cặp đôi cũng biểu diễn ở Stars on Ice trong hai năm và các chương trình khác. Vào khoảng tháng 3 đến tháng 4 năm 1990, McCall được chẩn đoán mắc bệnh AIDS, sức khỏe của anh ngày càng xấu đi. Bỏ qua nỗi sợ hãi của công chúng về bệnh AIDS vào thời điểm đó, Wilson tiếp tục trượt băng với McCall. Cặp đôi đã tham gia một số chương trình và trượt băng tại Giải Vô địch Chuyên nghiệp Thế giới năm 1990. Wilson đã phải ngừng trượt băng khi sinh đứa con đầu lòng vào năm 1991. Ngay sau đó, sức khỏe của McCall ngày càng xấu đi và ông qua đời ngày 15 tháng 11 năm 1991. Wilson đã giã từ sự nghiệp khiêu vũ trên băng, cô đã trượt băng một mình khi đang mang thai đứa con thứ hai tại buổi biểu diễn trượt băng để tưởng nhớ McCall vào ngày 21 tháng 11 năm 1992.

### Kết quả
(với McCall)
| Giải đấu               | 1981–82   | 1982–83   | 1983–84   | 1984–85   | 1985–86   | 1986–87   | 1987–88   | 1988–89   | 1989–90   | 1990–91   |
| Nghiệp dư              | Nghiệp dư | Nghiệp dư | Nghiệp dư | Nghiệp dư | Nghiệp dư | Nghiệp dư | Nghiệp dư | Nghiệp dư | Nghiệp dư | Nghiệp dư |
| ---------------------- | --------- | --------- | --------- | --------- | --------- | --------- | --------- | --------- | --------- | --------- |
| Thế vận hội            |           |           | 8         |           |           |           | 3         |           |           |           |
| Thế giới               | 10        | 6         | 6         | 4         | 3         | 3         | 3         |           |           |           |
| Skate Canada           |           | 2         | 1         |           |           |           | 1         |           |           |           |
| Novarat Trophy         |           |           |           |           |           | 1         |           |           |           |           |
| Prague Skate           | 4         |           |           |           |           |           |           |           |           |           |
| St. Ivel               |           | 4         |           | 1         |           |           |           |           |           |           |
| Vô địch Canada         | 1         | 1         | 1         | 1         | 1         | 1         | 1         |           |           |           |
| Chuyên nghiệp          |           |           |           |           |           |           |           |           |           |           |
| Chuyên nghiệp Thế giới |           |           |           |           |           |           |           | 2         | 1         | ?         |
| Challenge of Champions |           |           |           |           |           |           |           |           | 3         |           |

(với Stokes)
| Nghiệp dư        | Nghiệp dư | Nghiệp dư |
| Giải đấu         | 1979–80   | 1980–81   |
| ---------------- | --------- | --------- |
| Nebelhorn Trophy |           | 8         |
| Vô địch Canada   | 1 Jr      |           |

## Sự nghiệp huấn luyện viên
Năm 2006, Wilson và Brian Orser đã được Toronto Cricket Skating and Curling Club (thường gọi là Câu lạc bộ Cricket) thuê làm chuyên gia tư vấn để giúp xây dựng lại chương trình trượt băng. Hai người quyết định ở lại và huấn luyện ở đó, huấn luyện trẻ em, người lớn và những vận động viên trượt băng ưu tú.
Các học trò hiện tại của cô bao gồm:
- Junhwan Cha
- Sonia Lafuente[20]
- Jason Brown[21]
- Utana Yoshida/ Shingo Nishiyama

Các học trò cũ của cô bao gồm:
- Hanyu Yuzuru[22]
- Evgenia Medvedeva
- Nam Nguyen[23]
- Lubov Iliushechkina / Dylan Moscovitch[24]
- Javier Fernandez[25]

## Các hoạt động khác
Kể từ năm 1990, Wilson đã làm việc với tư cách là chuyên gia phân tích trượt băng nghệ thuật trên các kênh truyền hình của Mỹ và Canada, bao gồm CBS, NBC, CBC, CTV (TSN), ABC và Turner Sports (TNT). Cô cũng đã viết một số bài báo cho trang web của TSN.
Wilson cũng đã biên đạo cho một số người, bao gồm cặp đôi khiêu vũ trên băng Thiếu niên người Canada Edrea Khong/ Edbert Khong.
Wilson cũng là một nhà hoạt động phòng chống AIDS. Cô nằm trong ban tổ chức chính của chương trình biểu diễn băng "Skate the Dream: A Tribute to Rob McCall", một buổi gây quỹ cho hoạt động nghiên cứu AIDS diễn ra vào ngày 21 tháng 11 năm 1992.
Cô là đại sứ cho S'port for Kids Foundation, một tổ chức từ thiện với mục tiêu thu hút trẻ em tham gia các cuộc thi điền kinh được tổ chức.

## Giải thưởng và chứng nhận
Năm 1988, Wilson và McCall trở thành Thành viên của Order of Canada. Đây là vinh dự cao nhất dành cho người dân do chính phủ Canada trao tặng.
Wilson cũng được vinh danh trong một số đại sảnh danh vọng, bao gồm:
- 1989 - Đại sảnh Danh vọng Olympic Canada[7]
- 1991 - BC Sports Hall of Fame[10]
- 1999 - Richmond Hill Sports Hall of Fame[12]
- 2003 - Skate Canada Hall of Fame[11]
- 2005 - BC Summer Swimming Asociation Pool of Fame[4]

Năm 1995, Cúp Tracy Wilson và Rob McCall được thành lập để ghi nhận mỗi cặp đôi người Canada hằng năm. Những người chiến thắng trước đây bao gồm các cặp trong môn chèo thuyền, xe trượt băng và quần vợt.